# Stanislav Meliš
Stanislav Meliš  (* 1947, Divina, Slovensko) je sklářský výtvarník. Roku 1968 emigroval z Československa do Austrálie, kde významně přispěl k rozvoji studiové sklářské tvorby a působil jako pedagog.

## Život
Stanislav Meliš se vyučil sklářem na učilišti při sklárně v Lednickém Rovnem. Jako nesporný talent dostal doporučení ke studiu na Odborné škole sklářské v Novém Boru, kde jeho učiteli byli prof. Dr. J. Špaček, O. Lipský, J. Flek. Školu ukončil roku 1967 a po okupaci Československa roku 1968 emigroval do Austrálie. Zde v prvních letech vystřídal řadu povolání a pracoval např. v železárnách v Port Campbell, v továrně na pneumatiky, automobilce nebo v pekárně. V té době hodně cestoval po Austrálii a nějaký čas žil v komunitě australských hippies. Roku 1972 poznal svou budoucí ženu a rozhodl se usadit.
Sklu se věnoval po večerech ve své domácí dílně a několik kusů prodal v obchodě Glory Hole, který patřil švédskému sklářskému výtvarníkovi Goranu Warfovi. Warf ho roku 1976 doporučil britskému sochaři Samuelu Hermanovi, který zakládal uměleckou sklářskou dílnu Jam Factory v Adelaide. Meliš byl jmenován vedoucím provozu a od roku 1978 zastával funkci vedoucího sklářské dílny. Zpočátku realizoval ve skle i některé návrhy Sama Hermana. Jam Factory se stalo nejvýznamnějším střediskem, které od roku 1974 určovalo směr i úroveň univerzitní výuky australských sklářů. Meliš zde zavedl řadu inovací a přispěl ke vzniku silné generace tvůrců i založení tradice moderního australského skla. Koncem 70. let bylo Jam Factory nejlepší sklářskou dílnou v Austrálii. Meliš počátkem 80. let působil jako umělecký poradce a pedagog v adelaidské College of the Arts.
Meliš se věnoval výuce studentů až do roku 1985. K jeho žákům patří např. Pauline Delaney, James Dodson, Eileen Gordon, Michael Hook, Setsuko Ogishi, Tom Persson, Akihiro Isogai, Robert Knottenbelt nebo Scott Chaseling. Kromě toho spolupracoval s dalšími krajany Pavlem Tomečkem a Ivanem Polákem na realizaci vlastních děl i zakázek a svá díla často vystavoval v Austrálii i na zahraničních přehlídkách sklářské tvorby (Bangkok, Hokkaidó). Jeho mimořádnou pozici na poli moderní sklářské tvorby potvrdil výběr mezi 50 nejvýznamnějších světových tvůrců v rámci soutěže World Glass Now roku 1982 i ocenění jako Osobnost Austrálie v témže roce. Působil jako umělecký poradce ve firmě Philips Lighting Industries.
Roku 1983 byla Melišovi diagnostikována vážná choroba a byl přinucen vzdát se působení v Jam Factory. Věnoval se vlastní ateliérové tvorbě a spolu s Pavlem Tomečkem založil soukromou sklářskou firmu Nowart Glass, kterou do roku 1992 vedl. V té době ho postihla rodinná tragédie, při které přišel i o dílnu a zařízení. Věnoval se pak tvorbě drobných děl za pomoci sklářského kahanu, teorii i výuce dětí a přátel.
Roku 1996 se zúčastnil sklářského sympozia ve Lednickém Rovném a roku 2006 Mezinárodního sklářského symposia v Novém Boru. Roku 2007 byl hostujícím umělcem v Peppertown Glassworks in Virginia v Queenslandu. V Austrálii využívá soukromé studio Sunshine Coast Hotglass Studio and Gallery ve městě Yandina v Queenslandu. V současnosti žije střídavě na Slovensku, v obci Likavka pri Ružomberku a v australské vesničce Dulong ve státě Qeensland.

### Ocenění
- 1978 Award of Merit, Royal S. A. Art Society
- 1980 Australian Glass Award
- 1981 Prix Special, Creative Craft as Work of Art
- 1982 World Glass Now: oceněn jako jeden z 50 nejvýznamnějších sklářských výtvarníků na světě.

## Dílo
Typickými Melišovými díly jsou pestrobarevné, dynamické objekty vytvářené technikou foukání z volné ruky, zdobené barevnými oxidy drahých kovů a na povrchu irisovými dekory, nazvané „Sea Shells“ (Mořské lastury).
Pro sklářskou dílnu Jam Factory navrhl série výrobků, z jejichž prodeje se částečně zaplatily náklady na provoz. V Austrálii má několik skleněných instalací a realizací do architektury (světelné plastiky v anglikánském kostele sv. Trojice ve Whyalle). Pro kancelář premiéra Jižní Austrálie vytvořil upomínkové a dárkové předměty.

### Zastoupení ve sbírkách (výběr)
- Museum of Applied Arts and Sciences, Sydney
- Art Gallery of South Australia, Adelaide
- Hokkaido Museum of Modern Art, Japonsko
- Powerhouse Museum, Sydney
- Wagga Wagga Gallery

### Autorské výstavy (výběr)
- 1979 Lidum's Art Gallery, Adelaide
- 1981 Jam Factory Craft Centre, St. Peters
- 1982 Beaver galleries, Deakin
- 1982 Gallery 555, Sydney
- 1982 Jam Factory, Adelaide
- 1984 Industrial Design Council of Australia
- 1988 Greenhill Galleries, Adelaide